# فيليب مارتن (سائق سيارة سباق)
فيليب مارتن هو سائق سباق ومهندس بلجيكي، ولد في 26 يناير 1955 في بلجيكا.

## روابط خارجية
- فيليب مارتن على موقع DriverDB.com (الإنجليزية)